# فنجان (بوانات)
فنجان، روستایی از توابع بخش مرکزی شهرستان بوانات در استان فارس ایران است. فنجان یکی از روستاهای کوهستانی شهرستان بوانات می‌باشد که در فاصله ۲۰ کیلومتری مرکز شهرستان به سمت جنوب و در بخش مرکزی قرار دارد.

## جمعیت
این روستا در دهستان سیمکان قرار دارد و براساس سرشماری مرکز آمار ایران در سال ۱۳۸۵، جمعیت آن ۴۱۹ نفر (۱۱۶خانوار) بوده‌است. و بر اساس سرشماری مرکز آمار ایران در سال ۱۳۹۵، جمعیت آن ۳۶۶ نفر بوده‌است. که بر اساس این آمار روند کاهشی داشته‌است.